# Alcichthys alcicornis
Alcichthys alcicornis är en fiskart som först beskrevs av Herzenstein, 1890.  Alcichthys alcicornis ingår i släktet Alcichthys och familjen simpor. Inga underarter finns listade i Catalogue of Life.